# Ист, Нейтан
Нейтан Харрелл Ист (англ. Nathan Harrell East, род. 8 декабря 1955) — американский джазовый, R&B и рок- бас-гитарист и вокалист. Ист является одним из самых востребованных и записываемых бас-гитаристов в истории музыки. Ист получил степень бакалавра искусств в области музыки в Калифорнийском университете в Сан-Диего (1978), был одним из основателей джазового квартета Fourplay. В качестве сессионного музыканта участвовал в записи и концертных исполнениях музыки в сотрудничестве с такими исполнителями, как Бобби Уомак, Эрик Клэптон, Майкл Джексон, Джо Сатриани, Джордж Харрисон, Ринго Старр, Фил Коллинз, Стиви Уандер, Тото, Кенни Логгинс, Дафт Панк, Чик Кориа и Херби Хэнкок.

## Карьера
Нейтан Харрелл Ист родился 8 декабря 1955 года в Филадельфии, штат Пенсильвания, в семье Томаса и Гвендолин Ист, один из восьми детей в семье (пяти мальчиков и трех девочек). Ист учился игре на виолончели и играл в оркестре местной средней школы имени Хораса Манна. В четырнадцать лет у него появился интерес к бас-гитаре, он активно участвовал в музыкальных программах своей средней школы вместе со школьной рок-группой. По его словам, на его манеру игры оказали влияние Чарльз Мингус, Рэй Браун и Рон Картер, Пол Маккартни. По окончании школы Нейтан получил классическое музыкальное образование в Калифорнийском университете в Сан-Диего.
Ист является одним из основателей джаз-фьюжн-группы Fourplay с Бобом Джеймсом (клавишные), Ли Ритенуром на гитаре (позже замененным Ларри Карлтоном и Чаком Лебом) и Харви Мэйсоном (ударные). Он работал с Бобби Уомаком, Babyface, Анитой Бейкер, Bee Gees, Эриком Клэптоном, Стивом Уинвудом, Гейл Энн Дорси, Брайаном Ферри, Daft Punk, Херби Хэнкоком, Джорджем Харрисоном, Майклом Джексоном., Эл Джарро, Элтоном Джоном, Куинси Джонсом, Earth, Wind & Fire, Би Би Кингом, Кенни Логгинсом, Эдом О’Брайеном, Лаурой Паузини, Savage Garden, Стингом, Барри Уайтом и Стиви Уандером. Он стал соавтором песни «Easy Lover» вместе с Филом Коллинзом и Филипом Бэйли. В 2013 году он записал басовую партию для хита 2013 года «Get Lucky» дуэта Daft Punk, который получил премию «Грэмми» в номинациях «Запись года» и «Лучшее поп-выступление дуэта/группы» (2014).
С 1980-х годов Ист регулярно становился участником студийных и гастролирующих групп Эрика Клэптона. Он присоединился к группе Эрика Клэптона на концертах в Японии, Сингапуре, Таиланде и Дубае в феврале и марте 2014 года, а также снова на концертах в Мэдисон-Сквер-Гарден и Королевском Альберт-холле в мае 2015 года. В 2023 году Ист выступал с Эриком Клэптоном во время его токийских гастролей в Nippon Budokan с 15 по 24 апреля, в 2024 году вновь присоединился к Эрику в его туре по Великобритании и Европе.
В начале 2010 года его пригласили присоединиться к американской рок-группе Toto, удостоенной премии Грэмми, в их реюнион-туре в пользу участника Майка Поркаро, у которого был диагностирован боковой амиотрофический склероз. Позже Ист также присоединился к Toto в их турах 2011 и 2012 годов.
В марте 2014 года был выпущен дебютный сольный альбом Иста. Во время записи к нему присоединились несколько его давних соратников, в том числе Стиви Уандер, Майкл Макдональд, Эрик Клэптон, Рэй Паркер-младший и Грег Филлингейнс.
За свою долгую карьеру Нейтан Ист участвовал в записи более 2 тысяч треков, многие из которых получили престижнейшие музыкальные премии. Он выступал перед королевой Елизаветой II, папой Иоаном Павлом II, Нельсоном Манделой и на инаугурационном концерте президента Барака Обамы. Среди его достижений есть награда от Конгресса США за вклад в области музыкальной культуры. Когда журналисты спрашивали его о впечатляющем количестве записей, в которых он принимал участие, Нейтан рассказывал, что сама атмосфера, царившая во второй половине 70-х — начале 80-х годов в Лос-Анджелесе, способствовала этому: «Были периоды, когда у меня было 28-30 сессий в неделю. В то время в ЛА были сотни студий и сотни проектов записывались одновременно. Мы были счастливы быть в бизнесе в эти времена. Мне не надо было искать работу, я просто ездил по бульвару Сансет вниз и вверх и кто-нибудь окликал меня». В один день он мог с утра работать на сессии с Лайонелом Ричи или Долли Партон, а вечером — помогать Филлу Коллинзу и Эрику Клэптону, при этом одновременно он не чурался браться за контракты для рекламных джинглов, как, например, для фирмы по прокату автомобилей Hertz.